# Botswańska Premier League
Botswańska Premier League jest najwyższą piłkarską klasą rozgrywkową w Botswanie. Liga istnieje od 1966. Początkowo mistrzostwa nosiły nazwę Puchar MLO. Pierwsza edycja miała miejsce w 1966 i brały w niej udział zespoły: Tlokweng Pirates, Notwane PG, Black Peril, Queens Park Rangers i drużyna z dystryktu Ngwaketse.
Liga zawsze była zdominowana przez zespoły mające swoje siedziby na południe od Dibete  lub z południowej części kraju aż do sezonu 2006/2007, kiedy Ecco City Greens przeszło do historii, jako pierwsza drużyna z północnej części kraju, która została mistrzem Botswany. Liga sponsorowana jest przez operatora telefonii komórkowej Be Mobile (w wysokości 24 milionów pul). Po ABSA Premiership z RPA, Botswańska Premier League jest drugą najbardziej sponsorowaną ligą z regionu COSAFA.

## Kluby w sezonie 2011/2012
| Klub                      | Miasto       |
| Botswana Defence Force XI | Gaborone     |
| Botswana Meat Commission  | Lobatse      |
| ECCO City Greens          | Francistown  |
| Extension Gunners         | Lobatse      |
| FC Satmos                 | Selebi-Pikwe |
| Gaborone United           | Gaborone     |
| Miscellaneous FC          | Serowe       |
| Mochudi Centre Chiefs     | Mochudi      |
| Mogoditshane Fighters     | Mogoditshane |
| Motlakase Power Dynamos   | Palapye      |
| Nico United               | Selebi-Pikwe |
| Notwane FC                | Gaborone     |
| Police XI                 | Otse         |
| TAFIC FC                  | Francistown  |
| Township Rollers          | Gaborone     |
| Uniao Flamengo Santos     | Gabane       |

## Mistrzowie Botswany
| - 1966: nieznany - 1967: Gaborone United - 1968: nieznany - 1969: Gaborone United - 1970: Gaborone United - 1971: nieznany - 1972: nieznany - 1973: nieznany - 1974: nieznany - 1975: nieznany - 1976: nieznany - 1977: nieznany - 1978: Tlokweng Pirates - 1979: Township Rollers - 1980: Township Rollers - 1981: Notwane PG |  | - 1982: Township Rollers - 1983: Township Rollers - 1984: Township Rollers - 1985: Township Rollers - 1986: Gaborone United - 1987: Township Rollers - 1988: Botswana Defence Force XI - 1989: Botswana Defence Force XI - 1990: Gaborone United - 1991: Botswana Defence Force XI - 1992: Extension Gunners - 1993: Extension Gunners - 1994: Extension Gunners - 1995: Township Rollers - 1996: Notwane PG - 1997: Botswana Defence Force XI |  | - 1998: Notwane PG - 1999: Mogoditshane Fighters - 1999/2000: Mogoditshane Fighters - 2000/2001: Mogoditshane Fighters - 2001/2002: Botswana Defence Force XI - 2003: Mogoditshane Fighters - 2003/2004: Botswana Defence Force XI - 2004/2005: Township Rollers - 2005/2006: Police XI - 2006/2007: ECCO City Greens - 2007/2008: Mochudi Centre Chiefs - 2008/2009: Gaborone United - 2009/2010: Township Rollers - 2010/2011: Township Rollers - 2011/2012: Mochudi Centre Chiefs |

## Podsumowanie
|   | Klub                      | Liczba tytułów | Ostatni tytuł |
| 1 | Township Rollers          | 11             | 2011          |
| 2 | Botswana Defende Force XI | 7              | 2004          |
| 3 | Gaborone United           | 6              | 2009          |
| 4 | Mogoditshane Fighters     | 4              | 2003          |
| 5 | Notwane PG                | 3              | 1998          |
| 5 | Extension Gunners         | 3              | 1994          |
| 6 | Mochudi Centre Chiefs     | 1              | 2008          |
| 6 | ECCO City Greens          | 1              | 2007          |
| 6 | Police XI                 | 1              | 2006          |

## Królowie strzelców
| Sezon     | Król strzelców                       | Klub                              | Bramki |
| 2005/2006 | Malepa Bolelang                      | ECCO City Greens                  | 24     |
| 2006/2007 | Pontsho Moloi                        | Mochudi Centre Chiefs             | 22     |
| 2007/2008 | Master Masitara Jerome Ramatlhakwane | Nico United Mochudi Centre Chiefs | 18     |
| 2008/2009 | Master Masitara                      | Nico United                       | 27     |
| 2009/2010 | Terrence Mandaza                     | Township Rollers                  | 31     |
| 2010/2011 |                                      |                                   |        |

## Najlepsi piłkarze sezonów
| Sezon     | Piłkarz sezonu      | Klub                  |
| 2005/2006 | Moemedi Moatlhaping | Township Rollers      |
| 2006/2007 | Malepa Bolelang     | ECCO City Greens      |
| 2007/2008 | Oteng Moalosi       | Mochudi Centre Chiefs |
| 2008/2009 | Joel Phetogo        | Gaborone United       |
| 2009/2010 | Kabelo Dambe        | Township Rollers      |
| 2010/2011 |                     |                       |